# Treyvon Hester
Treyvon Ramal Hester (Pittsburgh, 21 settembre 1992) è un giocatore di football americano statunitense che milita nel ruolo di defensive tackle per i Seattle Sea Dragons della X Football League (XFL).

## Carriera

### Oakland Raiders
Hester al college giocò a football alla University of Toledo dal 2012 al 2016. Fu scelto dagli Oakland Raiders nel corso del settimo giro (244º assoluto) del Draft NFL 2017. Debuttò come professionista partendo subentrando nella gara del primo turno vinta contro i Tennessee Titans senza fare registrare alcuna statistica. La settimana seguente contro i New York Jets mise a segno il suo primo placcaggio.

### Philadelphia Eagles
Nel 2018 Hester passò ai Philadelphia Eagles mettendosi in luce negli ultimi secondi della partita dei turno delle wild card dei playoff contro i Chicago Bears deviando in modo decisivo il field goal calciato nel finale dagli avversari e dando la vittoria agli Eagles.

### Washington Redskins
Nel 2019 Hester passò ai Washington Redskins dove giocò per una sola stagione.

### Green Bay Packers
Il 1º maggio 2020 Hester firmò con i Green Bay Packers. Il 5 settembre fu inserito in lista infortunati.

### Philadelphia Eagles
IL 9 novembre 2020 Hester firmò per fare ritornò agli Eagles. IL 9 marzo 2021 fu svincolato.

### Buffalo Bills
IL 20 maggio 2021 Hester firmò con i Buffalo Bills dopo un provino positivo. IL 27 agosto 2021 fu inserito in lista infortunati.